# Obična zob
Obična zob (lat. Avena sativa) je sitna žitarica, biljka dugog dana. Uzgaja se za: stočnu ishranu, zelenu krmu, ljudsku ishranu (zobena kaša, pahuljice, miješa se s brašnom).
Antioksidant, stabilizator, sadrži dosta ugljikohidrata (manje masti, više proteina).
Zrno zobi najbolji je izvor kalcija među žitaricama, te bitno pridonosi zdravlju zubi i kostiju. Bogata je vlaknima koja utječu na smanjenje kolesterola u krvi te poboljšanje probave. Neobično je važna u dijetalnoj ishrani, jer u sebi sadrži sve važnije vitamine i minerale. Koristi se za liječenje upala probavnih organa, a djeluje i na regeneraciju cjelokupnog organizma.
Vrijednosti za 100 g jestivog dijela oljuštenog zrna zobi:
| Sastojci       |          |
| -------------- | -------- |
| voda           | 13,0 g   |
| bjelančevine   | 11,7 g** |
| masti          | 7,1 g    |
| ugljikohidrati | 55,7 g   |
| vlakna         | 9,7 g    |
| minerali       | 2,9 g    |

**vrijednost za zob uzgojenu u Njemačkoj, uvozna zob ima često više vrijednosti

## Vrste
- Avena sativa orientalis (pljevičasto zrno)
- Avena sativa nudae (golo zrno)
- Avena byzantina